# La Fronde
La Fronde foi um jornal feminista francês publicado pela primeira vez em Paris em 9 de dezembro de 1897 pela ativista Marguerite Durand (1864–1936). Durand, uma conhecida atriz e jornalista, usou sua imagem de alto perfil para atrair muitas notáveis mulheres parisienses para contribuir com artigos para seu jornal diário, que foi o primeiro de seu tipo na França a ser dirigido e escrito inteiramente por mulheres. Ela também teve experiência em outras publicações respeitáveis, incluindo La Presse e Le Figaro.

## Circulação
La Fronde foi financiada por uma doação de 7 milhões de francos, do banqueiro judeu Gustave de Rothschild. O jornal começou a ser publicado imediatamente após o caso Dreyfus, e publicou folhetins inspirados nos jornais de massa. Foi publicado diariamente, no início, de 1897 a 1903, e depois foi publicado mensalmente de 1903 a 1905. A circulação de La Fronde atingiu brevemente um pico de 50 000, mas em setembro de 1903 teve uma enorme tiragem de 200 000 exemplares. No entanto, problemas financeiros forçaram o jornal a reduzir para publicações mensais até fechar as portas completamente em março de 1905.

## Conteúdo
O título provocativo da publicação significa literalmente estilingue e refere-se à rebelião da Fronda de 1648–1653 contra a monarquia na França. A tradição frondeur dentro do jornalismo deriva dessa rebelião contra Mazarin, o ex-ministro-chefe da França. Essa alusão no título foi um alinhamento com a noção de fronteira de que grupos marginalizados tinham o direito de se engajar em diálogos sobre assuntos importantes.
O jornal deu ampla cobertura a uma ampla gama de questões feministas e perfilou coisas como a exigência de Jeanne Chauvin de que o governo francês lhe concedesse o direito de exercer a advocacia e o argumento de Madeleine Pelletier para que ela se tornasse psiquiatra. Para enviar uma mensagem de igualdade, o jornal indicava a data atual de acordo com uma variedade de calendários, como o calendário revolucionário francês, o calendário judaico e o gregoriano. Foi responsável por envolver as mulheres em questões não domésticas de reforma social e ativismo e, eventualmente, seu foco mudou para enfatizar o militarismo e o republicanismo, bem como a reforma do código civil. O renascimento da publicação foi uma tentativa de "galvanizar" o patriotismo francês da Primeira Guerra Mundial. Imediatamente antes do fechamento da publicação, ela havia mudado seu foco para o sufrágio.

## Gênero
La Fronde foi altamente incomum em sua subversão de relações e papéis normativos de gênero. Por exemplo, não só os trabalhadores eram todos mulheres, com exceção do zelador do prédio, mas também recebiam o mesmo salário que os homens. Além disso, era um fórum para temas como esportes, educação, política, etc., todos tradicionalmente temas masculinos. Os jornalistas do La Fronde tiveram que fazer um grande esforço para garantir seu acesso a lugares que não eram abertos às mulheres, como o Parlamento. Eles também usariam pseudônimos, como Severine, que era o pseudônimo da conhecida colaboradora anarquista Caroline Rémy de Guebhard. Foram essas práticas que preocuparam e criaram interesse público no jornal. Foi amplamente criticado como militantemente feminista, imitando estilos masculinos de escrita e confuso por sua representação de perspectivas conflitantes que careciam de continuidade. Mas esta última crítica foi provavelmente na realidade uma promulgação da estratégia popular do feminismo do século XIX para desconstruir o republicanismo apontando contradições e inconsistências. Por exemplo, sua inclusão de mulheres que eram exclusivamente mães e aquelas na força de trabalho contestou a singularidade do chamado destino das mulheres. La Fronde promoveu monumentalmente o conceito de que as mulheres eram conhecedoras e opinativas sobre questões e esferas tradicionalmente masculinas, e criticou ativamente representações fantasiosas de mulheres na literatura e na mídia.